# Сакаи (народ)

Женщина из племени Сакаи. Джакарта, 2019 г.

Сака́и — малайскоязычные племена охотников и собирателей во внутренних районах провинции Риау на Суматре в Индонезии. Некоторые по-прежнему ведут кочевой образ жизни в отдаленных районах Суматры, в то время как большинство в связи с процессом урбанизации расселились по городам и поселкам Суматры.
По одной из теорий они являются потомками протомалайцев и негритов, которые были вытеснены внутрь страны прибывшими на остров малайцами. По другой — они относятся к племенам народности минангкабау, которые мигрировали во внутренние районы к бассейну реки Гасиб в XIV веке и считают себя выходцами из княжества Пагаруюнг.
Большая часть сакаев в сельской местности настоящее время занята сельским хозяйством. Точные данные о численности сакаев имеются только по кебупатану Бенгкалис — в 1993 г. министерство народного благосостояния Индонезии насчитывало их около 5 тыс. человек.